# ぼくはでんしゃ
「ぼくはでんしゃ」または「ぼくは電車」は、フジテレビ系子供向け番組『ひらけ!ポンキッキ』の楽曲。
同時収録は「こころくん・こころさん」。規格品番は6G0088。

## 概要
- 歌詞の内容は電車が走る鉄道会社で働く職業であり、電車は一人では走れない、鉄道会社で働く職業の人たちのおかげで電車が走っているという説明。
- それぞれ1番ずつ3人、全部で9人の鉄道会社で働く職業が紹介されている。

## 収録曲
1. ぼくはでんしゃ[1]（3:15）
  - 作詞：伊藤アキラ / 作曲・編曲：越部信義 / 歌：子門真人、ぶんけかな
2. こころくん・こころさん（2:51）
  - 作詞：つかこうへい / 作曲：南こうせつ / 編曲：松山祐士 / 歌：大竹しのぶ

## 紹介人物
- 運転士
- 車掌
- 車内販売のお姉さん
- 改札の人
- 助役
- 駅長
- 保線区の人(保線作業員)
- 整備士
- 踏切を守る人

## 収録アルバム
- 子門真人がうたう「ひらけ!ポンキッキ」ベストアルバム3（1987年6月21日、ポニーキャニオン）
- ひらけ!ポンキッキ大全集2（1989年2月21日、ポニーキャニオン）
- ひらけ!ポンキッキ ベスト50（1990年5月21日、ポニーキャニオン）
- ひらけ!ポンキッキ のりもの&どうぶつ大全集（1993年2月19日、ポニーキャニオン）
- ポンキッキスーパーベスト2 はたらくくるま（1994年7月21日、ポニーキャニオン）
- 子門真人ヴォーカル・コンピレーション-ひらけ!ポンキッキ・コレクション-（2003年2月19日、ポニーキャニオン）

## カバー
コロムビア版では、水木一郎と林幸生、森の木児童合唱団によるカバーも存在する。
- コロちゃんパック 歌の科学館シリーズ のりものの歌〜でんしゃ・きかんしゃ〜（2005年6月22日、日本コロムビア）[3]
- どうようではっけん♪〜どうぶつ・きせつ・のりもの〜（2008年6月18日、日本コロムビア）[4]
- 水木一郎 キッズソング・ベスト3!（2012年7月25日、日本コロムビア）[5]
- コロムビアキッズ　おうちでできる 音楽子育て♪ のりものソング 〜はたらくくるま〜（2017年7月19日、日本コロムビア）[6]

バンダイで発売されたVHS「のりもの探検隊 のりもののうた」では、中尾隆聖と佐久間レイが歌っている。